# Desmatofòcids
Els desmatofòcids (Desmatophocidae) són una família extinta de mamífers de l'ordre dels pilosos que visqueren al nord de l'oceà Pacífic des de l'Oligocè superior fins al Miocè mitjà, fa entre 11,6 i 28,1 milions d'anys. Se n'han trobat restes fòssils als Estats Units, el Japó i Mèxic. Ocupen una posició incerta en el si dels pinnípedes. Foren els primers pinnípedes grossos. A més a més, anaren creixent a mesura que evolucionaven, des d'una llargada de 130 cm en una de les primeres espècies fins a una llargada de 300 cm o més en els representants del Miocè mitjà. A diferència dels seus parents vivents, nedaven movent tant les aletes anteriors com les posteriors.